# Paulina (film)
Pour plus de détails, voir Fiche technique et Distribution.
Paulina (La Patota) est un film argentin réalisé par Santiago Mitre sorti en 2015. Il est présenté à la Semaine de la critique au Festival de Cannes 2015 où il remporte le Grand prix de la Semaine de la critique et le prix FIPRESCI.
C'est une nouvelle version du film du même nom réalisé par Daniel Tinayre en 1960 sur un scénario d'Eduardo Borrás.

## Synopsis
Paulina, promise à une brillante carrière d'avocate, choisit de participer à un programme social en allant enseigner dans un village reculé et défavorisé. Fernando, son père, juge progressiste et influent, ne comprend pas son choix pas plus que son fiancé.
Paulina a des difficultés à s'imposer aux élèves dont la vie et les codes sont grandement différents des siens, mais elle se lie d'amitié avec une autre enseignante qui l'aide à trouver des repères. Cependant, peu de temps après son arrivée, elle est agressée et violée par une bande de jeunes (patota) parmi lesquels elle pense identifier plusieurs de ses élèves. À la stupéfaction de son entourage, elle décide de reprendre son travail à l'école, dans le quartier même où elle a été attaquée.

## Fiche technique
- Titre français : Paulina
- Titre original en espagnol : La Patota
- Réalisation : Santiago Mitre
- Scénario : Santiago Mitre et Mariano Llinás d'après le scénario original d'Eduardo Borrás
- Décors : Micaela Saiegh
- Costumes : Flora Caligiuri
- Photographie : Gustavo Biazzi
- Musique : Nicolás Varchausky
- Montage : Delfina Castagnino
- Son : Santiago Fumagalli, Federico Esquerro, Edson Secco
- Production : Fernando Brom, Santiago Mitre, Lita Stantic, Didar Domehri, Laurent Baudens, Gaël Nouaille, Axel Kuschevatzky, Walter Salles, Ignacio Viale
- Sociétés de production : La Union de los Rios, Lita Stantic Prods., Full House, VideoFilmes et Storylab
- Pays d'origine :  Argentine
- Langue : espagnol
- Genre : Drame
- Durée : 103 minutes (1 h 43)
- Sorties :
  - France : 15 mai 2015 (Festival de Cannes 2015) ; 13 avril 2016 (sortie nationale)
  - Argentine : 18 juin 2015

## Distribution
- Dolores Fonzi : Paulina
- Oscar Martínez : Fernando, père de Paulina
- Esteban Lamothe : Alberto, fiancé de Paulina
- Cristian Salguero : Ciro
- Laura Lopez Moyano : Laura, amie de Paulina
- Andrea Quattrocchi : Vivi, ex petite amie de Ciro
- Veronica Llinás
- Ezequiel Diaz
- Silvina Savater

## Récompenses
- Grand prix de la Semaine de la critique et prix FIPRESCI au Festival de Cannes 2015
- Prix Sud 2015 de la meilleure actrice pour Dolores Fonzi
- Festival de Biarritz, cinémas et cultures d'Amérique latine 2015 : prix de la meilleure actrice pour Dolores Fonzi[1]
- Festival international du film de Saint-Sébastien 2015 : prix Horizontes latinos, prix EZAE de la jeunesse, prix Otra mirada[2]

## Commentaires
Paulina est diversement accueilli par les critiques. Le point qui fait débat est le choix de la protagoniste, après le viol, de retourner enseigner sur les lieux de son agression, de ne pas dénoncer ses agresseurs et de garder l'enfant à naître.
Certains apprécient dans Paulina un beau portrait de femme idéaliste qui ne se laisse décourager ni dicter sa conduite par qui que ce soit. D'autres au contraire, ne voient là que déni de justice et ambiguïté. En effet, le refus du réalisateur de donner la moindre explication sur les choix de l'héroïne en font un personnage plus obstiné que courageux malgré la qualité de l'interprétation de Dolores Fonzi, unanimement saluée.